# Fort Kent, Maine
Fort Kent är en kommun (town) i Aroostook County, delstaten Maine, USA. Befolkningen uppmättes år 2000 till 4 233 invånare. Kommunen ligger på gränsen till Kanada och drygt två tredjedelar av befolkningen talar franska som modersmål, vilket gör Fort Kent till en av få städer i USA med en franskspråkig majoritet. I Fort Kent finns en skidskytteanläggning, och ett årligt kanadensiskt-amerikanskt slädhundslopp hålls här , och blockhuset Fort Kent, byggt under Aroostookkriget.
Platsen är främst känd för skidskytteanläggningen, 10th Mountain Center, som anordnar  världscuptävlingar i skidskytte.

### Fotnoter
1. ↑  ”Arkiverade kopian”. Arkiverad från originalet den 16 april 2010. https://web.archive.org/web/20100416064115/http://can-am.sjv.net/. Läst 14 juli 2010.